# Persicaria
Persicaria je veliki biljni rod iz porodice dvornikovki. Oko 130 priznatih vrsta, od kojih ih je nekoliko vrsta u hrvatskom jeziku poznato pod imenom dvornik, jer su nekada bile uključivane u rod Polygonum
Rod Cephalophilon (Meisn.) Spach, sinonim je za Persicaria.

## Vrste
1. Persicaria acuminata (Kunth) M.Gómez
2. Persicaria akakiensis (Cufod.) Soják
3. Persicaria × ambigua (Meisn.) B.Bock
4. Persicaria amphibia (L.) Delarbre
5. Persicaria angustifolia (Pall.) Ronse Decr.
6. Persicaria arifolia (L.) Haraldson
7. Persicaria assamica (Meisn.) Soják
8. Persicaria attenuata (R.Br.) Soják
9. Persicaria barbata (L.) H.Hara
10. Persicaria × bicolor (Borbás) Soják
11. Persicaria biconvexa (Hayata) Nemoto
12. Persicaria bicornis (Raf.) Nieuwl.
13. Persicaria borneensis (Meisn.) Soják
14. Persicaria × brauniana (F.W.Schultz) Soják
15. Persicaria breviochreata (Makino) Ohki
16. Persicaria bungeana (Turcz.) Nakai
17. Persicaria capitata (Buch.-Ham. ex D.Don) H.Gross
18. Persicaria careyi (Olney) Greene
19. Persicaria celebica (Danser) Soják
20. Persicaria cespitosa (Blume) Nakai
21. Persicaria changhuaensis H.W.Zhang & X.F.Jin
22. Persicaria chinensis (L.) H.Gross
23. Persicaria × condensata (F.W.Schultz) Soják
24. Persicaria criopolitana (Hance) Migo
25. Persicaria debilis (Meisn.) H.Gross ex W.Lee
26. Persicaria decipiens (R.Br.) K.L.Wilson
27. Persicaria dichotoma (Blume) Masam.
28. Persicaria diospyrifolia (Cham. & Schltdl.) Funez & Hassemer
29. Persicaria dissitiflora (Hemsl.) H.Gross ex T.Mori
30. Persicaria eciliata M.A.Hassan
31. Persicaria elatior (R.Br.) Soják
32. Persicaria erectominor (Makino) Nakai
33. Persicaria extremiorientalis (Vorosch.) Tzvelev
34. Persicaria ferruginea (Wedd.) Soják
35. Persicaria × figertii (Beck) Soják
36. Persicaria filiformis (Thunb.) Nakai
37. Persicaria foliosa (H.Lindb.) Kitag.
38. Persicaria galapagensis (Caruel) Galasso
39. Persicaria geocarpica Suyama & K.Ueda
40. Persicaria glabra (Willd.) M.Gómez
41. Persicaria glacialis (Meisn.) H.Hara
42. Persicaria glandulopilosa (De Wild.) Soják
43. Persicaria glomerata (Dammer) S.Ortiz & Paiva
44. Persicaria greuteriana Galasso
45. Persicaria hastatosagittata (Makino) Nakai
46. Persicaria × hervieri (Beck) Soják
47. Persicaria hirsuta (Walter) Small
48. Persicaria hispida (Kunth) M.Gómez
49. Persicaria huananensis (A.J.Li) B.Li
50. Persicaria humilis (Meisn.) H.Hara
51. Persicaria × hybrida (Chaub. ex St.-Amans) Soják
52. Persicaria hydropiper (L.) Delarbre
53. Persicaria hydropiperoides (Michx.) Small
54. Persicaria hystricula (J.Schust.) Soják
55. Persicaria imeretina (Kom.) Soják
56. Persicaria × intercedens (Beck) Soják
57. Persicaria japonica (Meisn.) Nakai
58. Persicaria javanica (Bruyn) Soják
59. Persicaria jucunda (Meisn.) Migo
60. Persicaria kawagoeana (Makino) Nakai
61. Persicaria lanata (Roxb.) Tzvelev
62. Persicaria lanigera (R.Br.) Soják
63. Persicaria lankeshanensis T.J.Liang & Bo Li
64. Persicaria lapathifolia (L.) Delarbre
65. Persicaria leblebicii (Yild.) Raus
66. Persicaria lii Kitag.
67. Persicaria limbata (Meisn.) H.Hara
68. Persicaria limicola (Sam.) Yonek. & H.Ohashi
69. Persicaria longiflora (Courchet) Borodina
70. Persicaria longiseta (Bruijn) Kitag.
71. Persicaria maackiana (Regel) Nakai
72. Persicaria macrantha (Meisn.) Haraldson
73. Persicaria maculosa Gray
74. Persicaria madagascariensis (Meisn.) S.Ortiz & Paiva
75. Persicaria manshuricola Kitag.
76. Persicaria meisneriana (Cham. & Schltdl.) M.Gómez
77. Persicaria microcephala (D.Don) H.Gross
78. Persicaria minor (Huds.) Opiz
79. Persicaria mitis (Schrank) Assenov
80. Persicaria muricata (Meisn.) Nemoto
81. Persicaria nakaii (H.Hara) Cubey
82. Persicaria nataliae Stepanov
83. Persicaria neofiliformis (Nakai) Ohki
84. Persicaria nepalensis (Meisn.) H.Gross
85. Persicaria nogueirae S.Ortiz & Paiva
86. Persicaria obtusifolia (Täckh. & Boulos) Greuter & Burdet
87. Persicaria odorata (Lour.) Soják
88. Persicaria orientalis (L.) Spach
89. Persicaria palmata (Dunn) Yonek. & H.Ohashi
90. Persicaria paradoxa (H.Lév.) Kantachot
91. Persicaria paraguayensis (Wedd.) S.T.Kim & Donoghue
92. Persicaria paralimicola (A.J.Li) B.Li
93. Persicaria pensylvanica (L.) M.Gómez
94. Persicaria perfoliata (L.) H.Gross
95. Persicaria peruviana (Meisn.) Soják
96. Persicaria pilushanensis (Y.C.Liu & C.H.Ou) C.F.Kuo ex T.C.Hsu & S.W.Chung
97. Persicaria pinetorum (Hemsl.) H.Gross
98. Persicaria poiretii (Meisn.) K.L.Wilson
99. Persicaria posumbu (Buch.-Ham. ex D.Don) H.Gross
100. Persicaria praetermissa (Hook.f.) H.Hara
101. Persicaria prostrata (R.Br.) Soják
102. Persicaria × pseudoincana (Klokov) Doweld
103. Persicaria × pseudolapathum (Schur) D.H.Kent
104. Persicaria pubescens (Blume) H.Hara
105. Persicaria pulchra (Blume) Soják
106. Persicaria punctata (Elliott) Small
107. Persicaria puritanorum (Fernald) Soják
108. Persicaria robustior (Small) E.P.Bicknell
109. Persicaria roseoviridis Kitag.
110. Persicaria rubricaulis (Cham.) Galasso
111. Persicaria runcinata (Buch.-Ham. ex D.Don) H.Gross
112. Persicaria sagittata (L.) H.Gross
113. Persicaria scabra (Moench) Moldenke
114. Persicaria segetum (Kunth) Small
115. Persicaria senegalensis (Meisn.) Soják
116. Persicaria senticosa (Meisn.) H.Gross
117. Persicaria setacea (Baldwin) Small
118. Persicaria setosula (A.Rich.) K.L.Wilson
119. Persicaria sinica Migo
120. Persicaria sinuata (Royle ex Bab.) H.Gross
121. Persicaria snobarii Munshi & Javeid
122. Persicaria stagnina (Buch.-Ham. ex Meisn.) M.A.Hassan
123. Persicaria stelligera (Cham.) Galasso
124. Persicaria strigosa (R.Br.) Nakai
125. Persicaria strindbergii (J.Schust.) Galasso
126. Persicaria subsessilis (R.Br.) K.L.Wilson
127. Persicaria sungareensis Kitag.
128. Persicaria sylvestris Funez & Hassemer
129. Persicaria taitoinsularis (Masam.) Yonek.
130. Persicaria taquetii (H.Lév.) Koidz.
131. Persicaria thunbergii (Siebold & Zucc.) H.Gross
132. Persicaria tinctoria (Aiton) Spach
133. Persicaria trigonocarpa (Makino) Nakai
134. Persicaria truellum (Koidz.) Honda
135. Persicaria umbrosa (Sam.) Galasso
136. Persicaria virginiana (L.) Gaertn.
137. Persicaria viscofera (Makino) H.Gross
138. Persicaria viscosa (Buch.-Ham. ex D.Don) H.Gross ex T.Mori
139. Persicaria wellensii (De Wild.) Soják
140. Persicaria × wilmsii (Beck) Soják
141. Persicaria wugongshanensis Bo Li